# Мелт
Мелт (на старогръцки: Μέλτας, Meltas) в гръцката митология е цар на Аргос през 8 век пр.н.е. Той е син на Леокед и го наследява след неговата смърт на трона. Населението на Аргос го сваля и прекратява царството.